# 斯齐法诺亚宫
斯齐法诺亚宫（Palazzo Schifanoia）是一座意大利艾米利亚-罗马涅大区费拉拉的文艺复兴建筑，由埃斯特家族兴建。“斯齐法诺亚”意为“逃避无聊”。以其15世纪湿壁画而聞名。

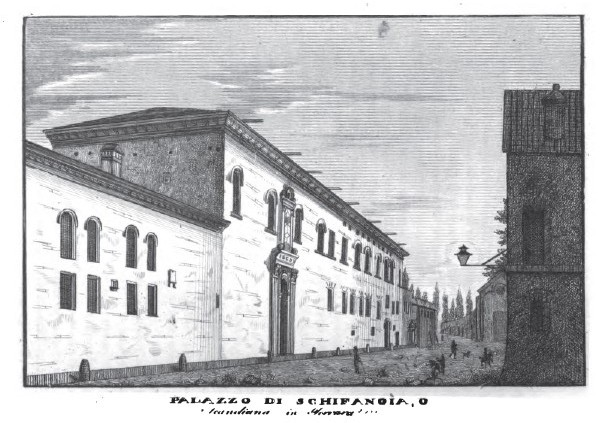
斯齐法诺亚宫于1838年

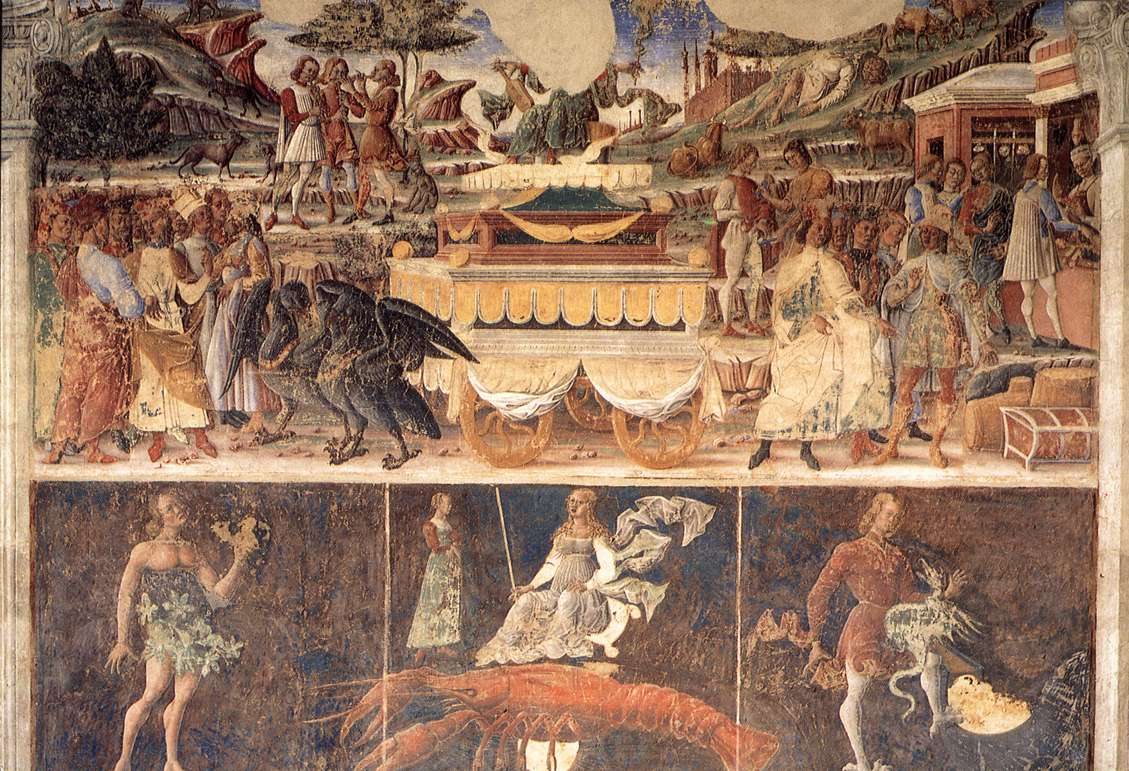